# Бомбардировки Болгарии во время Второй мировой войны
Бомбардировки Болгарии — серия авианалётов авиации западных союзников на города и объекты на территории Болгарии во время Второй мировой войны.

## Ход событий
Первые авиаудары по территории Болгарии были нанесены 6 апреля 1941 года, после начала немецкого вторжения в Югославию — в этот день четыре бомбардировщика «Do.17Kb-1» из 64-й группы 3-го бомбардировочного полка ВВС Югославии бомбили Кюстендил. Ещё один югославский самолёт около 15 часов дня сбросил бомбы на западную окраину Софии, но они не взорвались.
В ночь с 6 на 7 апреля 1941 года шесть английских бомбардировщиков «веллингтон», вылетевших с территории Греции, сбросили бомбы на Софию. Сброшенные бомбы упали в районе железнодорожного вокзала и на жилые кварталы. Авианалёты были произведены без объявления войны. Продолжения бомбардировок не последовало, поскольку боевые действия в Югославии и Греции развивались неуспешно для Великобритании, Югославии и Греции.
На конференции в Касабланке (14 — 24 января 1943 года) президент США Ф. Рузвельт и премьер-министр Великобритании У. Черчилль приняли решение о начале стратегических бомбардировок Болгарии.
1 августа 1943 года командование бомбардировочной авиации США начало операцию «Tidal wave», целью которой являлось нанесение ударов по нефтепромыслам и нефтеперерабатывающим предприятиям Румынии. Полёты бомбардировщиков проходили через воздушное пространство Болгарии.
В первый же день проведения операции, 1 августа 1943 года истребители болгарских ВВС сбили первые американские бомбардировщики — четыре B-24D, возвращавшиеся на базу после налёта на румынские нефтепромыслы в районе Плоешти.
Планы стратегических бомбардировок Болгарии разработало командование стратегической авиации ВВС США и Великобритании на Средиземноморском театре военных действий (Mediterranean Allied Strategic Air Force). На политическом уровне решение о бомбардировках Болгарии было подтверждено президентом США Ф. Рузвельтом и премьер-министром Великобритании У. Черчиллем на Квебекской конференции (17 — 24 августа 1943 года). 23 августа 1943 года Объединённый комитет начальников штабов США и Великобритании утвердил решение о нанесении авиаударов по территории Болгарии.
24 ноября 1943 года 17 бомбардировщиков B-24 ВВС США в сопровождении истребителей в условиях густой облачности нанесли бомбовый удар по Софии и были атакованы истребителями противника. В ходе операции были потеряны три бомбардировщика B-24.
10 декабря 1943 года 31 бомбардировщик B-24 ВВС США в сопровождении истребителей нанёс бомбовый удар по железнодорожному узлу Софии, экипажами были отмечены попадания, многочисленные пожары и взрывы.
20 декабря 1943 года 50 бомбардировщиков B-24D 15-й воздушной армии США нанесли бомбовый удар по Софии, причинивший значительный материальный ущерб, количество жертв составило 67 человек погибшими и 250 ранеными. При отражении этого авианалёта поручик Д. Списаревский (вся семья которого погибла в ноябре 1943 года в результате бомбардировки Софии самолётами ВВС США) после израсходования боекомплекта продолжил атаку и совершил таран бомбардировщика B-24H «Liberator» из 376-й группы тяжёлых бомбардировщиков ВВС США на истребителе Me-109G2 (в результате столкновения оба самолёта развалились на части, их обломки упали в районе села Долни-Пасарел). 
4 января 1944 года был нанесён бомбовый удар по городу Дупница, количество жертв составило 50 человек убитыми и 40 ранеными.
9 января 1944 немецкое командование отправило в Болгарию истребительную авиаэскадрилью I./JG 5 «Eismeer» люфтваффе, оснащённую истребителями Me-109G (ранее, с 15 ноября 1943 до 9 января 1944 года находившуюся в районе Плоешти для защиты румынских нефтепромыслов от авиабомбардировок). Она была размещена на аэродроме "Враждебна" на окраине Софии.
10 января 1944 англо-американские ВВС провели ещё одну массированную бомбардировку Софии.
В ночь с 28 на 29 марта 1944 года в ходе выполнения операции "Nickeling" один самолёт С-47 51-й транспортной эскадрильи ВВС США совершил вылет с разбрасыванием листовок над территорией Болгарии (всего было сброшено две тонны листовок).
30 марта 1944 года ВВС США осуществили самый массированный авиаудар по Софии.

## Результаты
В целом, с начала войны до перехода Болгарии на сторону Антигитлеровской коалиции, болгарские лётчики сбили 117 самолётов западных союзников, которые совершали авианалёты на цели в Болгарии и нефтяные месторождения в Румынии.
В результате авианалётов западных союзников на территории Болгарии было разрушено и серьёзно повреждено 12 567 зданий и сооружений (10 002 жилых дома, 128 промышленных предприятий и 288 общественных зданий). Общее количество жертв авианалётов составило около 10 тысяч человек погибшими, пропавшими без вести, ранеными и травмированными.